# تبرير مجتمعي
يدل مصطلح التبرير المجتمعي (بالإنجليزية: Sociodicy)‏ إلى شرح واستكشاف الخير الموجود في المجتمع البشري. ويسعى إلى تقديم تفسير لنجاح البشر في العيش والتعايش معًا (وتبنيهم لصفات) جيدة مثل الحب والصداقة والتعاون والتعليم) على الرغم من وجود الميل نحو الأنانية والعنف والشر (الصفات التي من الواضح أنها جزءٌ من الطبيعة البشرية) وعلى الرغم من التباين والاختلاف الملحوظ بين البشر.
العلاقة المعقدة بين الخير والشر في الطبيعة البشرية هي موضوع قديم في الفلسفة والعلوم الاجتماعية. يتناول مصطلح التبرير المجتمعي السؤال المفاهيمي والتجريبي: كيف يمكن تفسير صلاح العالم الاجتماعي على الرغم من وجود الشر؟ في علم اللاهوت، على سبيل القياس، يُعرف هذا الاهتمام بنظرية العدالة الإلهية: كيف يُبرر الرب في ظل وجود الشر في العالم؟
أحد الأمثلة لمفهوم التواصل الاجتماعي هو حقيقة أنه، وفقًا لبعض المنظرين التطوريين، مثل صموئيل بولز، ظهرت العصبية القبلية وكراهية الآخرين في الجماعات البشرية نشأت في جنسنا كوسيلة لتعزيز خاصية التعاون. على سبيل المثال، تشير النماذج الرياضية إلى أن الصراع بين المجموعات على الموارد النادرة كان مطلوبًا في الواقع حتى يظهر الإيثار في الماضي التطوري البشري. يقدم مفهوم ترويض النفس [الإنجليزية] مثالًا توضيحيًا تقنيًا آخر، وهو فكرة اقترحها علماء الإنسان مثل براين هير [الإنجليزية] وريتشارد رانغام وغيرهم، الذين يرون أن بعض الرئيسيات مثل البونوبو والإنسان البدائي"روضت نفسها" وتطوّرت لتصبح أكثر سلمية من خلال تكاتف الأفراد غير العدوانيين من النوع لقتل الأعضاء الأكثر عدوانية. بعبارة أخرى، قد لا تتعايش الميول العنيفة
والسلمية فحسب، بل قد تعتمد أيضًا على بعضها البعض، فيما أطلق عليه رانغام "العلاقة الغريبة بين الفضيلة والعنف في التطور البشري". في الواقع، النوع المتطرف من الصراع القاتل بين المجموعات الذي شوهد في البشر (على سبيل المثال، الحرب) غير شائع جدًا في الحيوانات، وكذلك النواحي الإيجابية الشديدة الموجودة في البشر، مثل الصداقة والتعاون الواسع النطاق، حتى مع غير الأقارب.
ظهر هذا المفهوم، بمعنى "تبرئة المجتمع على الرغم من إخفاقاته"، أول مرة (وعزّز ببيانات تجريبية) من عالم الاجتماع نيكولاس كريستاكيس في كتابه لعام 2019، المخطط الأساسي: الأصول التطورية لمجتمع صالح. لكن مصطلح "التبرير المجتمعي" استخدم أيضًا في أعمال سابقة في علم الاجتماع، وإن كان ذلك بطرق مختلفة. فقد استخدم دانيال بيل المصطلح (في عام 1966) لشرح تطور معنى المفاهيم الاجتماعية. واستخدم بيير بورديو هذا المصطلح (في عام 1979) لشرح كيفية عمل الأيديولوجيا لتبرير الوضع الحالي آنذاك. استخدم ستانفورد ليمان [الإنجليزية] المصطلح (في عام 1994) بمعنى أن مجال علم الاجتماع ككل وسيلة لشرح المجتمع. كما اكتشف مؤلفون آخرون هذه المفاهيم.